# Краммашбуд
Краммашбуд — комбінат важкого машинобудування, збудований у Краматорську на хвилі сталінської форсованої індустріалізації.
Комбінат виник унаслідок об'єднання двох підприємств: старого, заснованого ще швейцарцями — Фіцнером та Гампером, під назвою «Старокраматорський машинобудівний завод» та нового — Новокраматорського машинобудівного заводу. Краммашбут існував з 1929 по 1934 роки, саме в час, коли будували НКМЗ, та обоє ще не могли працювати «незалежно».